# Tavagnasco
Tavagnasco (piemonti nyelven Tavagnasch) egy 820 fős észak-olaszországi település a Piemont régióban.